# Motif (géométrie algébrique)
Pour les articles homonymes, voir Motif.
La théorie des motifs est un domaine de recherche mathématique qui tente d'unifier les aspects combinatoires, topologiques et arithmétiques de la géométrie algébrique.
Introduite au début des années 1960 et de manière conjecturale par Alexander Grothendieck afin de mettre au jour des propriétés supposées communes à différentes théories cohomologiques, elle se trouve au cœur de nombreux problèmes ouverts en mathématiques pures. En particulier, plusieurs propriétés des courbes elliptiques semblent motiviques par nature, comme la conjecture de Birch et Swinnerton-Dyer.
L'idée est de concevoir une théorie cohomologique, comme foncteur contravariant d'une catégorie (dont les éléments sont appelés motifs), universelle au sens que toute théorie cohomologique se factorise par elle.

## Histoire et motivation

### Les conjectures de Weil
Dans l'étude des variétés compactes de dimension paire, on introduit les groupes de cohomologie à coefficients dans ℚ, qui sont des objets bien connus : ce sont des ℚ-espaces vectoriels de dimension finie, il existe une dualité de Poincaré, etc. On peut en outre les définir de plusieurs manières équivalentes : en posant des cochaînes singulières, en passant par la cohomologie de Čech (ou de de Rham s'il s'agit d'une variété analytique complexe), en introduisant les foncteurs dérivés... ce qui donne la même construction tant que les axiomes d'Eilenberg-Steenrod sont vérifiés.
Les travaux d'André Weil sur les variétés algébriques projectives l'amènent à formuler les conjectures qui portent son nom, et il devient clair qu'elles découleraient d'une théorie cohomologique « purement algébrique » ayant de bonnes propriétés. Seulement, il s'avère qu'aucune telle théorie cohomologique à coefficients dans ℚ n'est possible, et la recherche s'oriente donc en direction d'une théorie sur un corps de caractéristique zéro, différent de ℚ.

### Le zoo cohomologique
Au début des années 1960, Grothendieck propose les cohomologies étale et cristalline et reconstitue la cohomologie de De Rham dans le cadre algébrique où il montre qu'elle possède de bonnes propriétés en caractéristique zéro. Mais alors, on avait plusieurs « bonnes » théories cohomologiques : si k est un corps algébriquement clos et {\displaystyle \ell } un nombre premier différent de la caractéristique de k, la cohomologie étale donne les groupes de cohomologie {\displaystyle \ell }-adique sur {\displaystyle \mathbb {Q} _{\ell }}, la cohomologie de De Rham donne des groupes qui sont des espaces vectoriels sur k, si la caractéristique est différente de zéro, la cohomologie cristalline donne des espaces vectoriels sur le corps des fractions de l'anneau des vecteurs de Witt à coefficients dans k, la cohomologie de Hodge…
Voici donc le paradoxe apparent, au début des années 1960 : ces théories ne peuvent pas coïncider, puisqu'elles donnent des groupes de cohomologie sur des corps fondamentalement différents, mais elles partagent des propriétés communes — elles semblent toutes issues d'une théorie cohomologique à coefficients dans {\displaystyle \mathbb {Q} }, mais on sait qu'une telle théorie n'existe pas.

### La naissance de la théorie des motifs
Une approche est de se restreindre dans un premier temps à étudier le cas du premier groupe de cohomologie. Une des pistes suggérées par Giacomo Albanese était alors d'associer à toute variété algébrique V une variété abélienne {\displaystyle A(V)} sur k. Il est alors possible de considérer la variété jacobienne en lieu et place du premier groupe de cohomologie, ce qui donne des résultats encourageants. On peut espérer que cette idée, qui fonctionne dans le cas unidimensionnel, se transporte aux dimensions supérieures, avec des espaces d'Eilenberg-MacLane au lieu des variétés abéliennes. Mais cette direction reste stérile.
C'est Alexander Grothendieck qui parle pour la première fois de motifs dans une lettre à Jean-Pierre Serre datée de 1964, suivant une analogie musicale, espérant révéler « le “motif commun” (la “raison commune”) derrière cette multitude d'invariants cohomologiques ». Cependant, il ne publia jamais aucun écrit explicite à leur sujet (à l'exception des lettres envoyées à Serre), c'est Michel Demazure et Steven Kleiman qui rédigent les premiers articles à partir des leçons de Grothendieck.
Il cherche une théorie cohomologique universelle, qui s'appuie sur le plan suivant : on considère une catégorie de variétés projectives, puis
- On remplace les morphismes par des classes d'équivalence de ℚ-correspondances ;
- On ajoute formellement des objets (noyaux et images de projecteurs) pour rendre la catégorie abélienne et pouvoir y écrire une formule de Künneth ;

En notant C la catégorie ainsi obtenue, et H la catégorie duale de C, le foncteur contravariant naturel de la catégorie des variétés algébriques lisses dans H se factorise (par construction) à travers toute théorie cohomologique de notre choix, c'est la théorie des motifs recherchée, et la catégorie correspondante est appelée catégorie des motifs.

### Vers une cohomologie motivique
Le principal défaut de cette construction est qu'elle n'est pas explicite. Pis, de nombreuses conjectures difficiles s'interposent avant de pouvoir parler de correspondances, ou plus simplement de cycles algébriques : conjectures de Hodge, de Tate (en)… ces hypothèses forment aujourd'hui ce qui est appelé les conjectures standard (en), et il semble que toute théorie des motifs, aussi partielle et conjecturale soit-elle, en dépend.
Il a fallu une dizaine d'années et les travaux de Wei-Liang Chow (en) pour aboutir à une formulation explicite de la catégorie des motifs : les motifs de Chow.
Si les motifs au sens de Grothendieck, ou « motifs purs », décrivent la cohomologie des variétés projectives lisses, il est également légitime de rechercher ce qui décrirait la cohomologie de variétés arbitraires : la cohomologie de Weil est remplacée par la cohomologie de Bloch-Ogus et on parle de « motifs mixtes ». L'existence d'une telle catégorie MM de motifs a été conjecturée par Alexander Beilinson en 1987, ainsi que les propriétés qu'elle devrait vérifier.
Plutôt que de construire cette catégorie, Pierre Deligne a suggéré de rechercher une catégorie qui aurait toutes les bonnes propriétés de la catégorie dérivée. C'est ce qu'est parvenu à faire Vladimir Voevodsky et Andrei Suslin vers la fin des années 1990 en proposant la catégorie dérivée DM. Il s'agit d'une catégorie des faisceaux relative à une topologie de Grothendieck extraordinairement fine sur les schémas. Cette construction a permis à Voevodsky de résoudre la conjecture de Milnor, travail pour lequel il reçut la médaille Fields en 2002.
Cependant, cette catégorie ne possède pas la t-structure supposée, qui permettrait de reconstruire la catégorie MM à partir de DM, et la question reste encore ouverte (en 2020) de savoir comment construire une catégorie de motifs mixtes.

## Construction de la catégorie des motifs purs
Suivant l'approche de Grothendieck, le problème est d'abord d'identifier la catégorie de motifs et les morphismes qui les lient, plutôt que de rechercher les motifs eux-mêmes. Une telle catégorie devrait être abélienne, semi-simple et vérifier la propriété de factorisation (toute théorie cohomologique se factorise par cette catégorie).
La construction des motifs purs est généralement décomposée en trois étapes. Partant d'une catégorie {\displaystyle {\mathcal {P}}(k)} de k-schémas projectifs lisses, on construit la catégorie des correspondances en élargissant les morphismes de {\displaystyle {\mathcal {P}}(k)} ; puis on obtient la catégorie des motifs purs « effectifs » en prenant l'enveloppe pseudo-abélienne ; enfin on construit la catégorie des motifs purs en inversant le motif de Lefschetz. La construction dépend en toute rigueur du choix d'une relation d'équivalence sur les cycles algébriques -- de la plus fine à la plus grossière : rationnelle, algébrique, de Voevodsky (smash-nilpotence), homologique, et numérique.
On décrit dans la suite le cas de l'équivalence rationnelle {\displaystyle \sim _{\mathrm {rat} }}.

### Équivalence rationnelle et groupes de Chow
Soit X un schéma de type fini. On considère un sous-schéma W de X, fermé pour la topologie de Zariski et de codimension p, et on note {\displaystyle Z^{k}(W)} le groupe des cycles algébriques de W de codimension k, c'est-à-dire le groupe abélien libre engendré par les sous-schémas fermés intègres de W qui sont de codimension k.
Pour une fonction rationnelle f définie sur W, on peut considérer son diviseur {\displaystyle \operatorname {div} (f)}. C'est un élément de {\displaystyle Z^{1}(W)} qui s'envoie dans {\displaystyle Z^{p+1}(X)}. On définit {\displaystyle \operatorname {Rat} ^{p+1}(X)} comme le sous-groupe abélien de {\displaystyle Z^{p+1}(X)} engendré par les diviseurs des fonctions rationnelles sur W. On pose {\displaystyle \operatorname {Rat} ^{0}(X)=0} par convention et on définit le groupe abélien total gradué {\displaystyle \operatorname {Rat} (X)=\bigoplus _{i}\operatorname {Rat} ^{i}(X)}.
On définit la notion d'équivalence rationnelle ainsi : pour deux cycles algébriques {\displaystyle \alpha } et {\displaystyle \beta }, on a {\displaystyle a\sim _{\mathrm {rat} }\beta } lorsque
{\displaystyle \alpha -\beta } appartient à {\displaystyle \operatorname {Rat} (X)}. On pose
{\displaystyle \mathrm {CH} ^{k}(X)=Z^{k}(X)/\sim _{\mathrm {rat} }}
le k-ième groupe de Chow. Ce sont des groupes abéliens.

### Catégorie des correspondances
La notion de correspondance généralise celle de morphisme de schémas et correspond à un cycle algébrique : pour deux schémas X et Y de {\displaystyle {\mathcal {P}}(k)}, on définit
{\displaystyle \operatorname {Corr} _{\mathrm {rat} }(X,Y)=\mathrm {CH} ^{\operatorname {dim} \,X}(X\times Y)}
On peut définir naturellement une composition de tels cycles, ce qui permet de construire la catégorie des correspondances {\displaystyle \operatorname {Corr} _{\mathrm {rat} }(k)} comme suit :
- les objets sont les objets de {\displaystyle {\mathcal {P}}(k)} ;
- l'ensemble des morphismes de X dans Y est {\displaystyle \operatorname {Corr} _{\mathrm {rat} }(X,Y)}.

On a simplement élargi la classe des morphismes de {\displaystyle {\mathcal {P}}(k)}, si bien qu'on a un foncteur naturel {\displaystyle {\mathcal {P}}(k)^{\mathrm {op} }\to \operatorname {Corr} _{\mathrm {rat} }(k)}.

### Catégorie des motifs purs effectifs
La catégorie des correspondances est additive, mais il n'y a a priori aucune raison qu'elle soit abélienne. On va toutefois se rapprocher de cette situation en construisant son enveloppe de Karoubi, qui permet d'obtenir une catégorie pseudo-abélienne (en) :
{\displaystyle \operatorname {Chow} ^{\mathrm {eff} }(k)=\operatorname {Split} (\operatorname {Corr} _{\mathrm {rat} }(k))}
dite catégorie des motifs purs effectifs (ou motifs de Chow effectifs).
En particulier, il y a un foncteur pleinement fidèle {\displaystyle \operatorname {Corr} _{\mathrm {rat} }(k)\to \operatorname {Chow} ^{\mathrm {eff} }(k)}.

### Catégorie des motifs purs de Chow
On notant les correspondances graduées :
{\displaystyle \operatorname {Corr} _{\mathrm {rat} ,j}(X,Y)=\mathrm {CH} ^{j+\operatorname {dim} \,X}(X\times Y)}
on pose la catégorie {\displaystyle \operatorname {Chow} (k)} des motifs de Chow de la manière suivante :
- Les objets sont de la forme {\displaystyle (X,p,r)} avec X un schéma de {\displaystyle {\mathcal {P}}(k)}, p un projecteur de X, et r un entier relatif ;
- Les hom-sets sont :

{\displaystyle \operatorname {Hom} _{\operatorname {Chow} (k)}((X,p,r),(Y,q,r'))=\operatorname {Corr} _{\mathrm {rat} ,r'-r}(X,Y)}.
Cette catégorie est encore pseudo-abélienne, et on a un foncteur pleinement fidèle {\displaystyle \operatorname {Chow} ^{\mathrm {eff} }(k)\to \operatorname {Chow} (k)}.
On dispose encore d'une foncteur canonique h
{\displaystyle {\begin{aligned}{\mathcal {P}}(k)^{\mathrm {op} }&\to \operatorname {Chow} (k)\\X&\mapsto (X,\mathrm {id} _{X},0)\end{aligned}}}
appelé motif de X.

## Structure de la catégorie des motifs purs

### Auto-dualité
Le produit fibré dans la catégorie des motifs donne une structure de catégorie monoïdale symétrique :
{\displaystyle {\begin{aligned}\otimes :&\operatorname {Chow} (k)\times \operatorname {Chow} (k)\to \operatorname {Chow} (k)\\&((X,p,r),(Y,q,r'))\mapsto (X\times Y,p\otimes q,r+r')\end{aligned}}}.
L'unité de {\displaystyle \otimes } est {\displaystyle h(\operatorname {Spec} \,k)}. Dans la littérature, cette unité est souvent notée (de manière qui peut mener à confusion) par le symbole {\displaystyle \mathbb {Z} }.
Si X est de dimension n, on a une dualité entre {\displaystyle (X,p,r)} et {\displaystyle (X,p^{\mathrm {T} },n-r)}, qui fait de la catégorie des motifs de Chow une catégorie rigide (en). La catégorie des motifs effectifs en revanche n'est pas rigide, puisqu'elle n'est pas stable par cette dualité.
Le décalage (parfois appelé « twist » de Tate) d'un motif {\displaystyle M=(X,p,r)} est le motif {\displaystyle M(k)=(X,p,r+k)} pour tout k relatif.

### Motifs réduits, motif de Lefschetz, motif de Tate
Soit X un schéma de {\displaystyle {\mathcal {P}}(k)} et x un point rationnel : {\displaystyle x:\operatorname {Spec} \,k\to X}. Par composition avec le morphisme structural du schéma {\displaystyle X\to \operatorname {Spec} \,k} on obtient un projecteur de X, d'où une décomposition
{\displaystyle h(X)=\mathbb {Z} \oplus {\tilde {h}}(X)}
le motif {\displaystyle {\tilde {h}}(X)} est appelé motif réduit du k-schéma pointé (X, x).
Dans le cas particulier {\displaystyle X=\mathbb {P} ^{1}} ce motif est unique à isomorphisme près. On l'appelle motif de Lefschetz et on note {\displaystyle \mathbb {L} ={\tilde {h}}(\mathbb {P} ^{1})}. On a notamment {\displaystyle \mathbb {L} \simeq \mathbb {Z} (-1)}. Son dual, qui s'identifie naturellement à {\displaystyle \mathbb {Z} (1)}, est appelé motif de Tate.
Le rôle du motif de Lefschetz est analogue à celui de la droite affine dans la catégorie des motifs, la droite affine n'étant pas un élément de {\displaystyle {\mathcal {P}}(k)}. En particulier, cela traduit formellement l'idée que la géométrie algébrique « linéarisée » s'incarne dans les motifs. On a par exemple
{\displaystyle {\begin{aligned}h(\mathbb {P} ^{2})&=\mathbb {Z} \oplus \mathbb {Z} (-1)\oplus \mathbb {Z} (-2)\\&=\mathbb {Z} \oplus \mathbb {L} \oplus \mathbb {L} ^{2}\end{aligned}}}
ce qu'on peut lire en disant que « le plan projectif est assemblé à partir du point, de la droite affine et du plan affine ».

### Théorème de Jannsen
Uwe Jannsen (de) a démontré en 1992 que la seule catégorie de motifs semi-simple et abélienne est la catégorie de motifs effectifs construite pour l'équivalence numérique, notée {\displaystyle \mathrm {NM} ^{\mathrm {eff} }(k)}. La catégorie des motifs de Chow contient donc « trop » de morphismes pour être semi-simple. Savoir si, pour toute cohomologie de Weil, l'équivalence homologique correspond à l'équivalence numérique, est une question ouverte qui fait partie des conjectures standard. C'est une obstruction majeure à l'obtention d'une théorie de motifs complète.

## Catégorie des motifs mixtes
Afin de peut-être lever ou tout du moins clarifier les obstructions à une théorie des motifs sur les schémas projectifs lisses, il a été suggéré de généraliser le problème et de rechercher une catégorie de motifs pour une variété arbitraire.
L'adjectif « mixte » pour qualifier une telle théorie des motifs vient de la théorie de Hodge : dans une structure de Hodge mixte, la graduation est remplacée par une filtration. C'est analogue à ce qui se produit lorsqu'on s'intéresse aux schémas non projectifs : leurs groupes de cohomologie forment une suite exacte qui n'est plus nécessairement scindée et on a donc des extensions non triviales.
Essentiellement, si on note {\displaystyle {\mathcal {S}}(k)} une catégorie de schémas lisses de type fini, une catégorie de motifs mixtes serait une catégorie abélienne monoïdale MM(k), dotée d'un foncteur {\displaystyle {\mathcal {S}}(k)^{\mathrm {op} }\to MM(k)}, et qui contient les motifs purs. On pourrait en outre définir une cohomologie motivique sur cette catégorie. À ce jour (en 2013), aucun candidat pour la catégorie MM(k) n'est connu.
En revanche, des catégories ayant les propriétés souhaitées pour sa catégorie dérivée {\displaystyle D^{n}(MM(k))} ont été proposées, entre autres par Hanamura, Levine et Voevodsky. Une construction parallèle, due à Voevodsky et Morel, est de passer par la théorie de l'homotopie A¹ (en), pour définir une catégorie de motifs mixtes.

### CatégorieDMdes motifs de Voevodsky
La construction de Voevodsky repose en plusieurs étapes :
- Définir une notion de « correspondance finie », non plus par un quotient mais en se restreignant à certaines classes de correspondances. On obtient une catégorie {\displaystyle {\mathcal {S}}\operatorname {Corr} (k)} qui est additive.
- Définir une notion de complexe d'homotopie et de Mayer-Vietoris, et considérer T la plus petite sous-catégorie épaisse contenant ces complexes. En localisant par rapport à T, puis en prenant l'enveloppe de Karoubi, on définit la catégorie des motifs géométriques effectifs {\displaystyle DM_{\mathrm {gm} }^{\mathrm {eff} }(k)}. Il s'agit d'une catégorie monoïdale qui contient les motifs de Chow, au sens qu'il existe un foncteur plein et fidèle {\displaystyle \operatorname {Chow} ^{\mathrm {eff} }(k)^{\mathrm {op} }\to DM_{\mathrm {gm} }^{\mathrm {eff} }(k)}
- En inversant formellement le motif de Tate mixte dans cette catégorie, on obtient la catégorie {\displaystyle DM_{\mathrm {gm} }(k)} qui est triangulée.

Pour retrouver MM(k) à partir de cette catégorie, il faudrait disposer d'une t-structure sur {\displaystyle DM_{\mathrm {gm} }(k)}. Une telle structure est à ce jour (en 2020) inconnue.
Cependant, cette catégorie est suffisante pour définir une cohomologie motivique à partir du foncteur {\displaystyle M_{\mathrm {gm} }:{\mathcal {S}}(k)\to DM_{\mathrm {gm} }(k)} en posant
{\displaystyle H_{M}^{j}(X,\mathbb {Z} (i))=\operatorname {Hom} (M_{\mathrm {gm} }(X),\mathbb {Z} (i)[j])}
Ces groupes, liés à la K-théorie algébrique, jouent un rôle essentiel dans la preuve de la conjecture de Milnor par Voevodsky.

## Motifs, fonction zêta, théorie de Galois motivique et physique théorique
Un des espoirs de la théorie des motifs est de fournir un cadre généralisant la théorie de Galois, en permettant la définition de groupes de Galois motiviques. Ceux-ci généralisent les groupes de Galois usuels aux systèmes de plusieurs polynômes à plusieurs variables. Il ne s'agit plus de groupes finis, mais de groupes algébriques. La cohérence d'une telle approche repose sur la conjecture des périodes de Grothendieck.
Par exemple, {\displaystyle 2\pi {\sqrt {-1}}=\int _{S^{1}}{\frac {\mathrm {d} z}{z}}} est la période attachée au motif de la droite privée de l'origine, dont le groupe de Galois motivique est le groupe multiplicatif ℚ×. Les conjugués de ce nombre sont ses multiples rationnels non nuls. La conjecture de Grothendieck dans ce cas correspond à la transcendance de π.
On retrouve un phénomène similaire dans l'étude de la fonction zêta ; de manière plus générale les nombres polyzêta, introduits par Euler, ont une théorie motivique sous-jacente mise à jour par Goncharov et Brown. C'est d'ailleurs cette théorie qui donne la meilleure majoration connue du ℚ-espace vectoriel engendré par les polyzêta.
Drinfeld a introduit le groupe de Grothendieck-Teichmüller, associé à une algèbre de Lie dont la description est liée de manière naturelle aux nombres polyzêta.
Récemment, Connes et Kreimer ont découvert l'intervention de ce groupe en physique, en tant que groupe de symétries sur les diagrammes de Feynman, et Kontsevich dans les problèmes de quantification.